# Полкова, Александра Андреевна
Александра Андреевна Полкова (1844—1926) — соучредитель и издательница первой городской газеты Екатеринбурга «Екатеринбургская неделя».

## Биография
Родилась в 1844 году в Екатеринбурге в семье горного чиновника Андрея Христианович Христиановича фон Зигеля и его жены Ольги Михайловны фон Зигель (урождённая Силина).
Через три года после окончания московского Екатерининского института благородных девиц вышла замуж за молодого горного инженера Николая Алексеевича Полкова, управляющего Каменским чугуноплавильным и литейным заводом в Камышловском уезде Пермской губернии. Живя в глубинке семья Полковых собрала большую библиотеку, открытая для всех желающих. Супруги выписывали газеты и журналы, Александра Андреевна принимала живое участие в работе двух местных начальных школ, где обучались её дети.
По прошествии более, чем десяти лет проживания, у Николая Алексеевича возникла идея создания в Екатеринбурге собственной газеты — эту идею поддержал также его товарищ по горному институту Павел Капитонович Штейнфельд, который обладал литературными способностями и писал стихи. Соучредителем газеты выступила Александра Андреевна, став её издателем. Газета начала выходить в 1879 году, её муж умер в 1878 году.

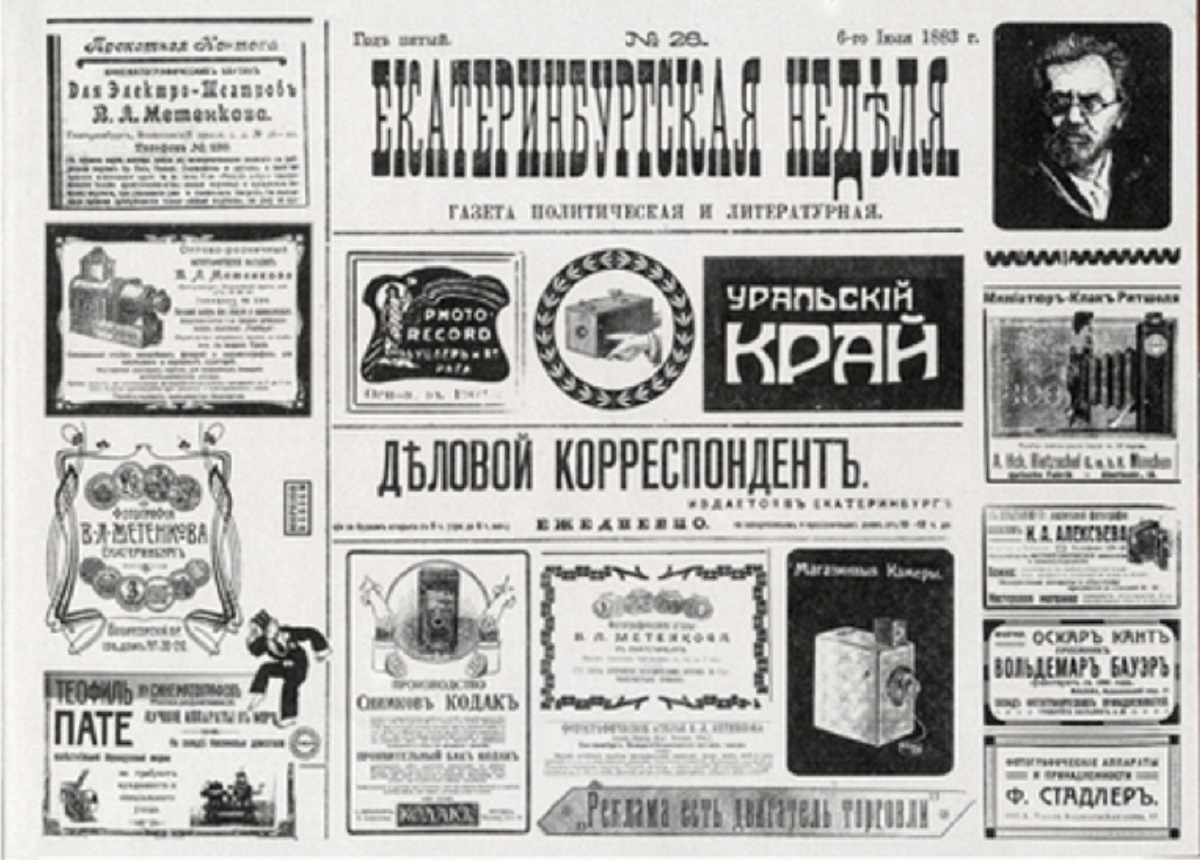
Один из номеров газеты 1883 года

Работа над выпуском печатного издания требовала много сил и времени, а у Александры Полковой к этому времени уже было пятеро детей. Она продала издание П. К. Штейнфельду, оставив за собой типографию. В 1883 году, начиная с 22-го номера газеты Штейнфельд стал единоличным и полновластным хозяином «Екатеринбургской недели». После смерти двух старших сыновей, в конце 1885 года, она продала типографию гласному Екатеринбургской городской думы Г. А. Тиме и уехала с тремя детьми к брату на Холуницкий завод (ныне Белохолуницкий машиностроительный завод), где воспитывала детей и внуков. В 1901 году брата перевели в Нижний Тагил, а Александра Андреевна вернулась в Екатеринбург.
Умерла в сентябре 1926 года и была похоронена в Екатеринбурге на Ивановском кладбище.